# Afrikansk dvärgspett
Afrikansk dvärgspett (Verreauxia africana) är en fågel i familjen hackspettar inom ordningen hackspettartade fåglar.

## Utbredning och systematik
Fågeln förekommer från södra Kamerun till östra Demokratiska republiken Kongo samt sydvästra Uganda och nordvästra Angola. Tidigare fördes den till släktet Sasia och vissa gör det fortfarande. Den placeras dock allt oftare i ett eget släkte, Verreauxia.

## Status och hot
Arten har ett stort utbredningsområde, men tros minska i antal, dock inte tillräckligt kraftigt för att den ska betraktas som hotad. Internationella naturvårdsunionen IUCN listar arten som livskraftig (LC).